# Exo L'Assomption
Exo L'Assomption est une constituante de l'organisme Exo qui opère les services de transport en commun dans la MRC de L'Assomption, plus précisément à L'Assomption, L'Épiphanie, Charlemagne, Repentigny et Saint-Sulpice, villes situées dans la région de Lanaudière au Québec (Canada).
Avant la fusion avec le RTM, la société se nommait Conseil régional de transport de Lanaudière (CRTL) .
Le 23 mai 2018, le RTM change son nom pour Exo. Les autobus sont opérés par Keolis Canada.

## Circuits
| No.             | Nom de la ligne                                   | Terminus                | Terminus | Terminus                                     | Description                                     | Opération                           |
| --------------- | ------------------------------------------------- | ----------------------- | -------- | -------------------------------------------- | ----------------------------------------------- | ----------------------------------- |
| 1               | Repentigny secteur Nord - CÉGEP                   | Cégep de L'Assomption   | ↔        | Place Repentigny                             |                                                 |                                     |
| 2               | Repentigny - Saint-Sulpice - Lavaltrie            | Repentigny              | ↔        | Lavaltrie                                    | via le Cégep de L'Assomption                    |                                     |
| 5               | Navette gare Repentigny                           | Repentigny              | ↔        | Gare Repentigny                              |                                                 | Lundi au vendredi.                  |
| 6               | L'Épiphanie - L'Assomption                        | Paroisse de L'Épiphanie | ↔        | L'Assomption                                 | via le Cégep de L'Assomption                    | Lundi au vendredi. Pointe AM et PM. |
| 8               | Repentigny secteur Centre - CÉGEP                 | Place Repentigny        | ↔        | Cégep de L'Assomption                        |                                                 |                                     |
| 9               | Charlemagne - CHPLG - Terrebonne                  | Place Repentigny        | ↔        | Terminus Repentigny                          | via Gare Repentigny                             |                                     |
| 11              | Repentigny secteur Le Gardeur - CÉGEP             | Gare Repentigny         | ↔        | Cégep de L'Assomption                        | via le Terminus Repentigny                      |                                     |
| 14              | L'Assomption - Repentigy-Le gardeur - Charlemagne | L'Assomption            | ↔        | Place Repentigny                             | via Gare Repentigny et le Cégep de L'Assomption |                                     |
| 15              | Repentigny secteur sud (rue Notre-Dame)           | Repentigny              | ↔        | Place Repentigny                             | via le Terminus Repentigny                      |                                     |
| 100             | L'Assomption-Repentigny-Charlemagne-Montréal      | L'Assomption            | ↔        | Station Honoré-Beaugrand ou Station Radisson | via Gare Repentigny et Gare Pointe-aux-Trembles | Lundi au vendredi. Pointe AM et PM. |
| 200             | Express Repentigny-Montréal                       | Terminus Repentigny     | ↔        | Station Radisson                             | AM seulement via Station Honoré-Beaugrand       | Lundi au vendredi.                  |
| 300             | Repentigny - Montréal via Notre-Dame              | Repentigny              | ↔        | Station Honoré-Beaugrand ou Station Radisson | via le Terminus Repentigny et Place Repentigny  | Lundi au vendredi. Pointe AM et PM. |
| 400             | Repentigny - Montréal via Sherbrooke              | Cégep de L'Assomption   | ↔        | Station Honoré-Beaugrand ou Station Radisson | via Gare Pointe-aux-Trembles                    |                                     |
| Horaire complet |                                                   |                         |          |                                              |                                                 |                                     |

Il y a aussi deux taxibus : L'Épiphanie - Haut-L'Assomption ainsi que Charlemagne-Repentigny.

## Tarifs[3]
Les tarifs d'Exo L'Assomption sont les suivants et sont valides à partir du 1er juillet 2018. Les tarifs sont définis par l'Autorité régionale de transport métropolitain.
|                     | Ordinaire      | Réduit         |
| ------------------- | -------------- | -------------- |
| Platine, interne*   | Non disponible | 0,00$          |
| Annuel, externe     | 1 254,00$      | 764,50$        |
| Annuel, interne     | 627,00$        | 415,25$        |
| Mensuel, externe    | 114,00$        | 69,50$         |
| Mensuel, interne    | 57,00$         | 37,75$         |
| 1 passage, externe  | 5,50$          | Non disponible |
| 1 passage, interne  | 3,50$          | Non disponible |
| 6 passages, externe | 27,00$         | 16,50$         |
| 6 passages, interne | 16,00$         | 10,50$         |
| Comptant, externe   | 5,50$          | Non disponible |
| Comptant, interne   | 3,50$          | Non disponible |

*Platine : 65 ans et plus, résidents de L'Assomption